# Budynek Dyrekcji Kolei Państwowych w Katowicach

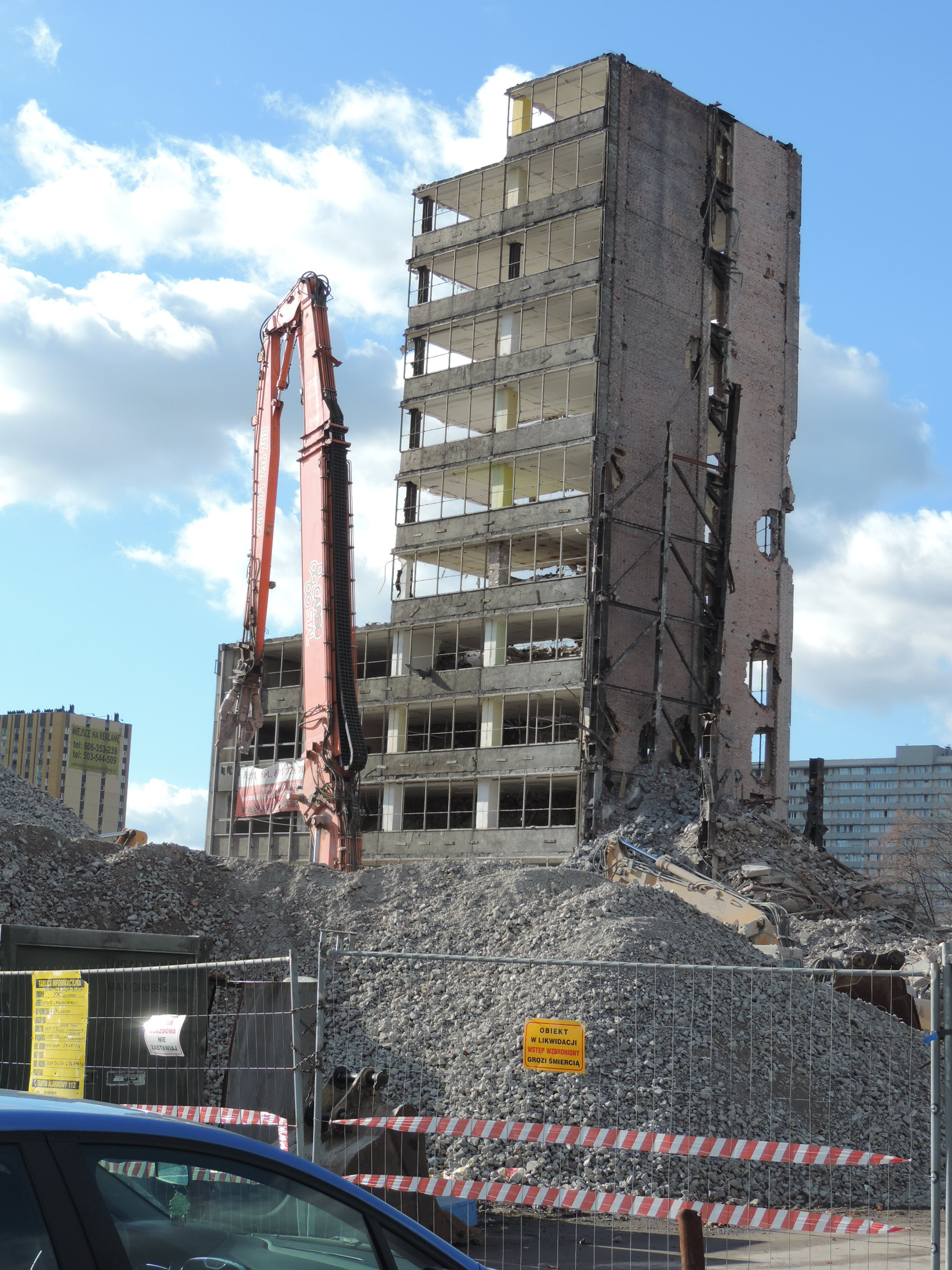
Prace wyburzeniowe DOKP – 8.11.2015

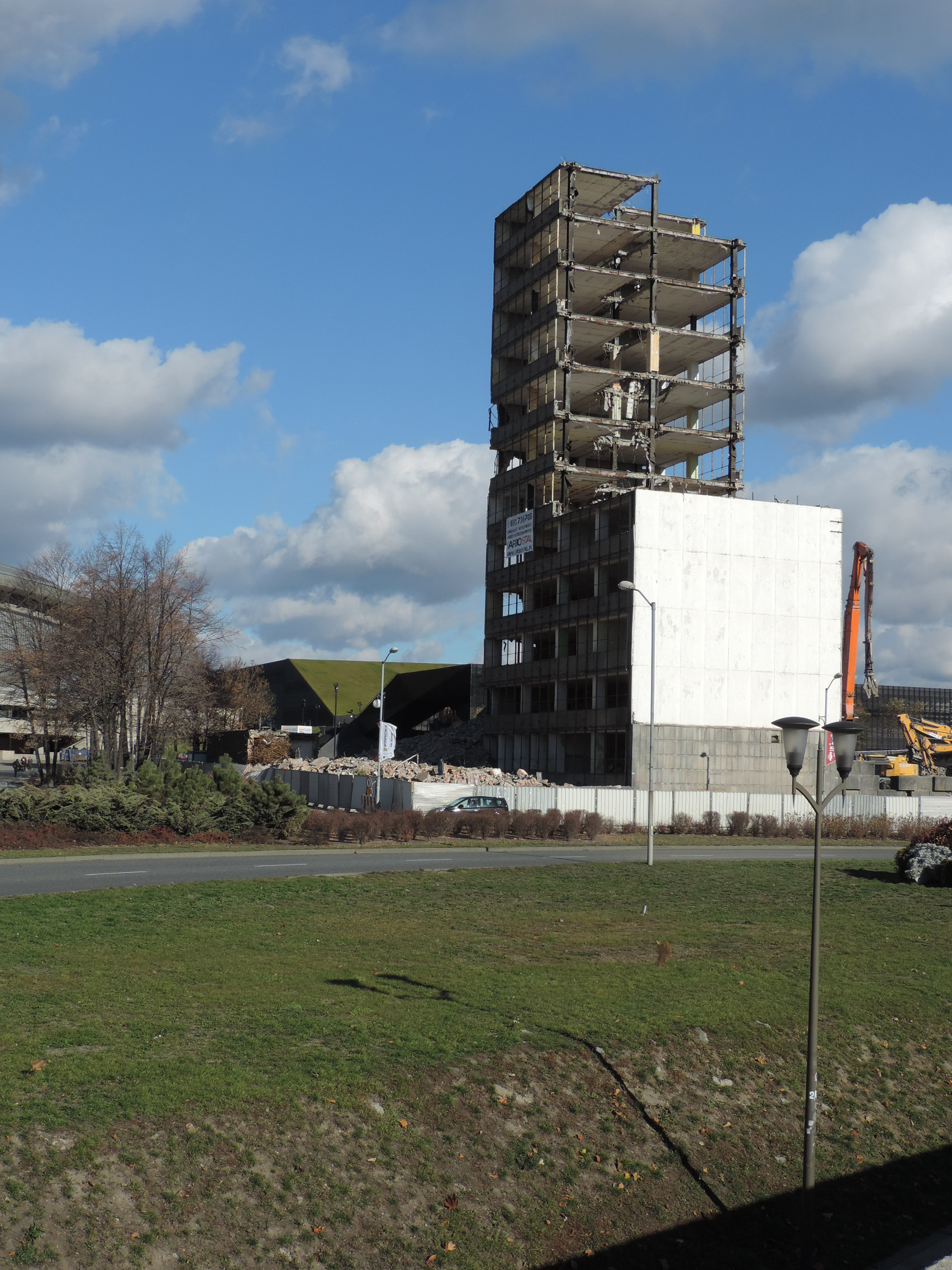
DOKP podczas wyburzania – 8.11.2015

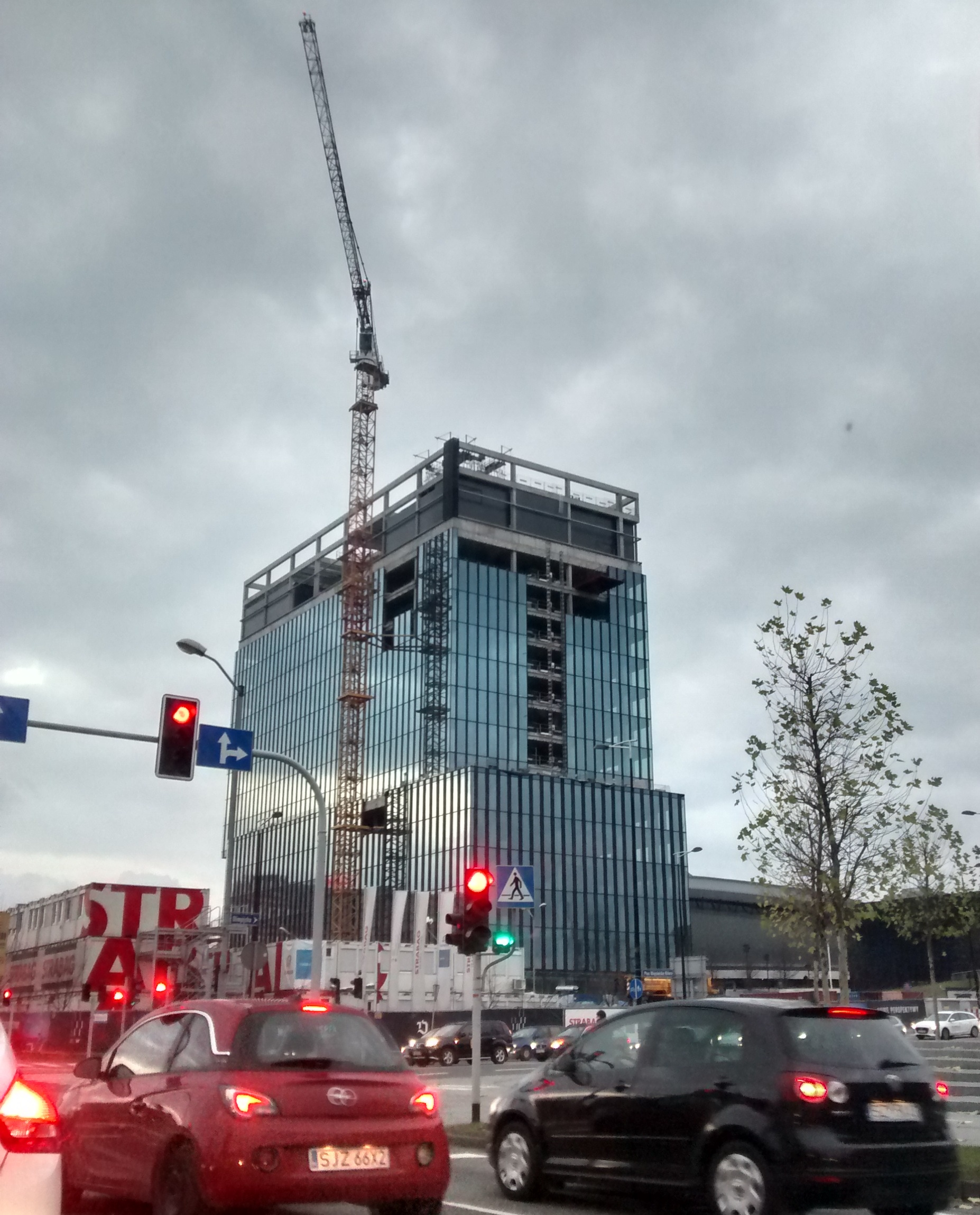
Budowa biurowca .KTW I (listopad 2017), w miejscu dawnego wieżowca Śląskiej DOKP

Budynek Dyrekcji Okręgowej Kolei Państwowych w Katowicach – nieistniejący wieżowiec w Katowicach przy al. W. Roździeńskiego 1, obok Spodka i ronda gen. Jerzego Ziętka, wybudowany na siedzibę ówczesnej Dyrekcji Okręgowej Kolei Państwowych w Katowicach. Rozebrany w 2015 roku.

## Historia powstania
Pierwsze plany budowy biurowca powstały w 1958 roku, a ich autorami byli Henryk Buszko i Aleksander Franta. Pierwotnie budynki miały powstać przy początku alei Walentego Roździeńskiego, naprzeciwko Galeriowca.
Kolejna koncepcja w 1961 roku zakładała powstanie 22-kondygnacyjnego wieżowca przy rondzie gen. Jerzego Ziętka. Zlecono wtedy opracowanie dwóch wariantów, które zostały opracowane przez zespoły Miastoprojektu Katowice – Jerzego Gottfrieda i Zbigniewa Rzepeckiego oraz Stanisława Kwaśniewicza. Pierwszy wariant zakładał budowę wieżowca z dwóch części: smukłej i wysokiej lekko załamanej w linii pionowej, tworzącej kształt przypominający w rzucie bumerang oraz niskiej czworobocznej. Z kolei drugi wariant był oparty na wzorze biurowca Pirelli w Mediolanie z charakterystycznym przełamaniem fasady.
Ostateczna koncepcja budynku powstawała w latach 1965–1966 dzięki zaangażowaniu Jerzego Gottfrieda oraz konstruktorów z Mostostalu Zabrze i Miastoprojektu Katowice. Prace budowlane rozpoczęto w 1966 roku, jednak jego oddanie do użytku nastąpiło dopiero w 1972 roku. Wynikało to z licznych trudności napotykanych podczas budowy: braki w dostawach stali i aluminium, błędy w projekcie instalacji grzewczej, brak dostarczenia na czas wind. Koszt budowy obiektu wyniósł około 119 milionów ówczesnych złotych.

## Architektura
Cały kompleks składał się z trzech części: wieżowca w wysokości 80 m oraz dwóch niższych połączonych przewiązką, o łącznej kubaturze 99 tys. m³. Rzut wieżowca przypominał dwa połączone, ale przesunięte względem siebie prostokąty. Wyższy budynek był trójsegmentowy – skrajne dwa mieściły pomieszczenia biurowe o przestrzeni otwartej, a centralny pion komunikacyjny i dwa trakty pomieszczeń biurowych.
Kompozycje dłuższych ścian tworzył raster prostokątnych okien oraz paneli osłonowych wykonanych z aluminiowej blachy trapezowej. Od wschodu wszystkie okna wyposażone były w ruchome zasłony antysłoneczne. Boczne elewacje wyłożone były prefabrykatami w postaci prostokątnych płyt z rysunkiem boni.
Dolne partie wieżowca wraz z pawilonem wejściowym wyłożono piaskowcem, a strefę cokołu budynku – granitem. Część niska miała układ grzebieniowy, aby umożliwić optymalne oświetlenie pomieszczeń, pełniła funkcję cokołu dla partii wysokiej. Przed wieżowcem znajdowała się niska, bezokienna część, pełniąca funkcję holu i pomieszczeń pomocniczych. Ściany holu pokryto marmurową okładziną z tzw. Zygmuntówki.

### Wnętrze
Główne wejście budynku było szerokie i wypełnione aluminiową stolarką budowlaną, poprzedzone szerokimi schodami. Ramę do wejścia tworzyły uskokowe podziały ścian wyłożonych kamieniem. W części niższej miały pomieścić się urządzenia socjalne – ambulatorium, hotel dzienny dla przyjezdnych pracowników, stołówkę, zakładową przychodnię lekarską. klub techniki i racjonalizacji, zakład fryzjerski, szatnie itp.
W piwnicach miały się znajdować magazyny akt. Część hotelowa nie posiadała okien od zewnątrz i była doświetlana wewnętrznym patio.
Niższe części kompleksu miały duże okna w układzie pasowym, a w niektórych przestrzeniach pomiędzy poszczególnymi elementami utworzono dziedzińce z zielenią, które były odizolowane od drogi za pomocą murów wykonanych z granitowych bloków. Około 30% powierzchni budynku zajmowały urządzenia sterownicze, teletechniczne, radiotelefoniczne oraz radiowe. Pozostała część stanowiły biura dla około 2100 osób. Jedno piętro przeznaczone było dla dyspozytorni węzła kolejowego.
Wnętrza biurowca zaprojektowano w oddziale Pracowni Sztuk Plastycznych w Katowicach. Na każdym piętrze przy klatce schodowej znajdowały się pokoje kierownictwa z dużymi, przeszklonymi salami na 50 osób. Na co drugim piętrze urządzono pokoje śniadaniowe dla pracowników. 65% pracowników pracowało w biurach typu przestrzeń otwarta (które ostatecznie podzielono płytami gipsowo-kartonowymi), tradycyjne pomieszczenia przeznaczone były m.in. gabinety dyrektorów, naczelników, sekretariaty, pokoje przyjęć, cichej pracy, rozmów poufnych, archiwa, biblioteka i sortownia poczty.
Kompleks wyposażony był w sześć szybkobieżnych 12-osobowych wind.

## Plany przebudowy
W 2010 Polskie Koleje Państwowe podjęły decyzje o przebudowie istniejącego biurowca. Wraz ze spółką Hines Polska planowały gruntowną przebudowę i rozbudowę 18-kondygnacyjnego gmachu, oraz wybudowanie tuż obok, drugiego biurowca mającego 32 kondygnacje i wysokość około 125 metrów. Autorem koncepcji wieżowców był niemiecki architekt Helmut Jahn. Według projektu biurowce miały posiadać standard klasy A. Miała zmienić się również nazwa budynku z obecnej na Rondo Towers. Z początkiem 2011 gmach opuściły ostatnie go zajmujące firmy, a biurowiec przygotowywany był do przebudowy. 7 listopada 2013 r. budynek został sprzedany za kwotę 29 mln zł. 13 marca 2014 r. uzyskano zgodę na wyburzenie budynku. 16 grudnia 2014 w parterowym pawilonie DOKP rozpoczęły się prace przygotowawcze do rozbiórki tej części katowickiego wysokościowca. Wieżowiec był rozbierany od czerwca 2015.
19 maja 2016 zaprezentowano wizualizację dwóch nowych wieżowców, które powstaną w miejscu zburzonego budynku. Będzie to .KTW I o wysokości 66 metrów (14 kondygnacji) oraz .KTW II o wysokości 133 metrów (41 nadziemnych kondygnacji). Wykonawcą projektu jest firma Strabag.
Pierwszy, niższy budynek, został oddany 1 czerwca 2018. Budowa drugiego ruszyła w listopadzie 2019 i zgodnie z planami budynek oddano do użytku w lutym 2022 roku prowadząc wciąż prace wykończeniowe wnętrz.

## Użytkownicy
- 1974–1975 – Dyrekcja Okręgowa Kolei Państwowych w Katowicach
- 1975–1998 – Śląska Dyrekcja Okręgowa Kolei Państwowych w Katowicach
- 1998–2001 – Dyrekcja Okręgu Infrastruktury Kolejowej w Katowicach
- 1998–2001 – Sektor Przewozów Towarowych PKP w Katowicach
- 2002–2015 – szereg komórek organizacyjnych PKP Cargo
- 2002–2015 – Oddział Regionalny w Katowicach PKP Polskie Linie Kolejowe
- 2002–2015 – Zakład Linii Kolejowych w Katowicach PKP Polskie Linie Kolejowe
- 2002–2015 – PKP Energetyka Sp. z o.o.
- 2002–2015 – PKP Informatyka Sp. z o.o.
- Związek Zawodowy Administracji PKP
- Międzyzakładowy Związek Zawodowy Rewidentów Taboru
- Związek Zawodowy Kolejarzy Śląskich